# Cyclosa kumadai
Cyclosa kumadai Tanikawa, 1992 è un ragno appartenente alla famiglia Araneidae.

## Etimologia
Il nome della specie è in onore dell'aracnologo giapponese Ken-ichi Kumada

## Caratteristiche
L'olotipo femminile e i paratipi rinvenuti sono di dimensioni: cefalotorace lungo 1,66-2,06mm, largo 1,33-1,56mm; opistosoma lungo 2,18-6,00mm, largo 1,50-2,67mm.

## Distribuzione
La specie è stata reperita in Russia, Corea e Giappone;: sul monte Mitakesan, presso Ome-shi, nella prefettura di Tokyo; a Nanshonomori nella prefettura di Hokkaidō; a Minenoyakushi, presso Tsukui-gun nella prefettura di Kanagawa.

## Tassonomia
Al 2013 non sono note sottospecie e dal 2009 non sono stati esaminati nuovi esemplari.